# روبرت ميتشيل (عازف الأرغن)
روبرت ميتشيل (بالإنجليزية: Robert Mitchell)‏ هو عازف الأرغن أمريكي، ولد في 12 أكتوبر 1912 في سيررا مادري في الولايات المتحدة، وتوفي في 4 يوليو 2009 في لوس أنجلوس في الولايات المتحدة.

## وصلات خارجية
- روبرت ميتشيل على موقع IMDb (الإنجليزية)
- روبرت ميتشيل على موقع ميوزك برينز (الإنجليزية)